# Freda Foh Shen
Freda Foh Shen (* 25. April 1948 in Atlanta) ist eine US-amerikanische Film-, Fernseh- und Theaterschauspielerin, sowie Synchronsprecherin.

## Leben
Shen wurde am 25. April 1948 als Tochter chinesischer Eltern in Atlanta geboren.
Foh Shen ist bekannt für ihre wiederkehrenden Fernsehserienrollen Dr. Noriko Weinstein in Palm Beach-Duo (1993), Mrs. Lee in Gideon’s Crossing (2000–2001), Dr. Chao in Everwood (2005) und Dr. Yolanda Perrin in Close to Home (2006–2007). Zu den zahlreichen weiteren Fernsehserien, in denen sie Auftritte hatte, gehören Khan! (1975), Party of Five (1994/1996), Emergency Room – Die Notaufnahme (1998–1999), Chicago Hope – Endstation Hoffnung (1997/1999), Eine himmlische Familie (1998/2000), JAG – Im Auftrag der Ehre (1997/2004), Zeit der Sehnsucht (2008), Franklin & Bash (2011/2013) und Elementary (2012/2015).
Filme, in denen sie spielte, sind unter anderem Pacific Overtures (1976), Thousand Pieces of Gold (1991), Daddy’s Girl (1996), Die amerikanische Jungfrau (1999), Planet der Affen (2001), Red Doors (2005), The Mikado Project (2010) und Balls to the Wall (2011).
Im Englischen lieh sie ihre Stimme zudem den Figuren Fa Li in Mulan (1998) und Mulan 2 (2004) sowie Admiral Alice Liu in dem Computerspiel Star Trek: Bridge Commander (2002). In dem 2008 erschienenen Film Die Mumie: Das Grabmal des Drachenkaisers sprach sie die Erzählerin.

## Filmografie

### Filme
- 1976: Pacific Overtures (Fernsehfilm)
- 1981: Senior Trip (Fernsehfilm)
- 1983: An einem Morgen im Mai (Without a Trace)
- 1988: Sarah und Sam (Crossing Delancey)
- 1989: Das Traum-Team (The Dream Team)
- 1989: Freundschaft fürs Leben (Longtime Companion)
- 1990: Kein Baby an Bord (Funny About Love)
- 1991: Thousand Pieces of Gold
- 1992: Ein Schritt vor dem Abgrund (Those Secrets, Fernsehfilm)
- 1992: Basic Instinct
- 1993: Blondinen küßt man nicht (Born Yesterday)
- 1996: Alien Nation: Millennium (Fernsehfilm)
- 1996: Daddy’s Girl
- 1996: Glimmer Man (The Glimmer Man)
- 1998: Safety Patrol! – Mit Sicherheit ins Chaos (Safety Patrol, Fernsehfilm)
- 1998: Tiger Woods – Der Traum meines Lebens (The Tiger Woods Story, Fernsehfilm)
- 1998: Mulan (Stimme)
- 1999: Invisible Child (Fernsehfilm)
- 1999: Die amerikanische Jungfrau (American Virgin)
- 1999: Wie Du mir, so ich Dir (Horse Sense, Fernsehfilm)
- 2000: Wunder auf der Überholspur (Miracle in Lane 2, Fernsehfilm)
- 2000: Ey Mann, wo is’ mein Auto? (Dude, Where’s My Car?, Stimme)
- 2001: Planet der Affen (Planet of the Apes)
- 2002: Coastlines
- 2003: A Mighty Wind
- 2004: Flug 323 – Absturz über Wyoming (NTSB: The Crash of Flight 323, Fernsehfilm)
- 2004: Ladykillers (The Ladykillers)
- 2004: Harlequin (Kurzfilm)
- 2004: Mulan 2 (Stimme)
- 2005: Red Doors
- 2007: Primal Doubt – Wem kannst du trauen? (Primal Doubt, Fernsehfilm)
- 2008: Die Mumie: Das Grabmal des Drachenkaisers (The Mummy: Tomb of the Dragon Emperor, Stimme)
- 2009: Star Trek
- 2010: The Mikado Project
- 2011: Balls to the Wall
- 2013: Lone Ranger (The Lone Ranger)
- 2020: Books of Blood

### Fernsehserien
- 1975: Khan! (eine Folge)
- 1984: Junge Schicksale (ABC Afterschool Specials, eine Folge)
- 1987: Die Bill Cosby Show (The Cosby Show, eine Folge)
- 1988: Der Equalizer (The Equalizer, eine Folge)
- 1990: The Baby-Sitters Club (eine Folge)
- 1991: Another World (eine Folge)
- 1992: Renegade – Gnadenlose Jagd (Renegade, eine Folge)
- 1992: Doogie Howser, M.D. (eine Folge)
- 1993: Palm Beach-Duo (Silk Stalkings, 4 Folgen)
- 1994, 1996: Party of Five (zwei Folgen)
- 1995: Ein Strauß Töchter (Sisters, eine Folge)
- 1995: New York News – Jagd auf die Titelseite (New York News, eine Folge)
- 1995: Courthouse (eine Folge)
- 1996: Nowhere Man – Ohne Identität! (Nowhere Man, eine Folge)
- 1996: Buddies (eine Folge)
- 1996: Nash Bridges (eine Folge)
- 1996: Für alle Fälle Fitz (Cracker, eine Folge)
- 1997: Arli$$ (eine Folge)
- 1997, 1999: Chicago Hope – Endstation Hoffnung (Chicago Hope, zwei Folgen)
- 1997, 2004: JAG – Im Auftrag der Ehre (JAG, zwei Folgen)
- 1998: In guten wie in schlechten Tagen (To Have & to Hold, zwei Folgen)
- 1998–1999: Emergency Room – Die Notaufnahme (ER, drei Folgen)
- 1998, 2000: Eine himmlische Familie (7th Heaven, drei Folgen)
- 1999: L.A. Doctors (eine Folge)
- 1999: Rugrats (eine Folge, Stimme)
- 2000: Strong Medicine: Zwei Ärztinnen wie Feuer und Eis (Strong Medicine, eine Folge)
- 2000: Frauenpower (Family Law, eine Folge)
- 2000–2001: Gideon’s Crossing (sieben Folgen)
- 2001: Lady Cops – Knallhart weiblich (The Division, eine Folge)
- 2002: Roswell (eine Folge)
- 2002: The Court (eine Folge)
- 2002: The Agency – Im Fadenkreuz der C.I.A. (The Agency, eine Folge)
- 2002: Without a Trace – Spurlos verschwunden (Without a Trace, eine Folge)
- 2002: 24 (zwei Folgen)
- 2002: For the People (eine Folge)
- 2003: Practice – Die Anwälte (The Practice, eine Folge)
- 2004: Century City (eine Folge)
- 2004: Jack & Bobby (eine Folge)
- 2004: Desperate Housewives (eine Folge)
- 2005: Everwood (fünf Folgen)
- 2006: Boston Legal (eine Folge)
- 2006–2007: Close to Home (fünf Folgen)
- 2008: Zeit der Sehnsucht (Days of Our Lives, zwei Folgen)
- 2009: The Mentalist (eine Folge)
- 2009: Dr. House (House, eine Folge)
- 2009: Grey’s Anatomy (eine Folge)
- 2010: Private Practice (eine Folge)
- 2010: The Defenders (eine Folge)
- 2010: Law & Order: LA (Law & Order: Los Angeles, eine Folge)
- 2011, 2013: Franklin & Bash (drei Folgen)
- 2012, 2015: Elementary (zwei Folgen)
- 2013: LearningTown (drei Folgen)
- 2014: Grimm (eine Folge)
- 2019: The Fix (zwei Folgen)
- 2019–2021: 9-1-1: Notruf L.A. (9-1-1, drei Folgen)
- 2023: The Company You Keep

### Computerspiel
- 2002: Star Trek: Bridge Commander …als Admiral Alice Liu